# Hypogastrura assimilis
Hypogastrura assimilis is een springstaartensoort uit de familie van de Hypogastruridae. De wetenschappelijke naam van de soort is voor het eerst geldig gepubliceerd in 1898 door Krausbauer.